# إلياس (لاعب كرة قدم برازيلي)
إلياس (بالبرتغالية: Elias Martello Curzel‏) هو لاعب كرة قدم برازيلي في مركز حراسة المرمى، ولد في 12 يوليو 1995 في بلدية فاكاريا في البرازيل. لعب مع نادي فيتوريا.

## وصلات خارجية
- إلياس (لاعب كرة قدم برازيلي) على موقع قاعدة بيانات كرة القدم.إي يو (الإنجليزية)
- إلياس (لاعب كرة قدم برازيلي) على موقع Soccerway.com (الإنجليزية)